# Welborn (Hohenberg-Krusemark)
Welborn ist Gemarkungsname und Name einer Wüstung im Ortsteil Schwarzholz der Gemeinde Hohenberg-Krusemark in Sachsen-Anhalt.

## Geografie
Das kleine Wäldchen Welborn liegt 2½ Kilometer westlich von Schwarzholz und einen Kilometer westlich von Altenzaun in der Altmark.

## Geschichte
Der Gutshof in Wellborn wurde, nachdem er durch Blitzschlag eingeäschert wurde, 1541 von Hans Woldeck nach Polkritz verlegt. Die erste urkundliche Erwähnung einer Feldmark stammt aus dem Jahre 1542 als hinter dem Walborn und das Holz Walborn. Ungefähr eine halbe Hufe Acker zu Wellborn gehörte zur Pfarre in Polkritz. 1686 hatte der Hoff Welborn, welcher auch Polckeritz genannt wird, sieben Hufen Landes. 1745 war Wellborn ein Vorwerk des Fräuleins von Woldeck bei der Polkritzischen Kirche. 1804 gab es eine „Wellborn“ genannte Ziegelscheune, die zur Schäferei und Vorwerk Rauenthal in der Nähe von Osterholz gehörte. Weitere Nennungen sind 1820 Wellborn und 1843 Wallborn.  Hermes und Weigelt berichten 1842, dass das Vorwerk Wellborn 1834 beim Verkauf des dismembrierten Gutes Polkritz an den Eigentümer des Gutes in Osterholz verkauft wurde. Wilhelm Zahn nennt 1902 eine Kolonie Wellborn, gelegen auf dem südöstlichen Teile der Feldmark von Polkritz, 900 Meter südlich von dem Dorfe, einen Kilometer westlich von Altenzaun. Dass Wellborn, wie die Überlieferung behauptet, ursprünglich ein Dorf gewesen sei, ist nicht nachweisbar, so meinte er.

### Herkunft des Ortsnamens
Der Name wird abgeleitet von deutsch Welle für wallen, sprudeln und born die Quelle, heißt also Sprudelquelle.

### Einwohnerentwicklung
| Jahr | Einwohner |
| ---- | --------- |
| 1772 | 10        |
| 1790 | 15        |
| 1798 | 08        |
| 1818 | 33        |

| Jahr | Einwohner |
| ---- | --------- |
| 1840 | 15        |
| 1871 | 05        |
| 1885 | 01        |

Quelle:

## Sage vom bösen Ritter Wellborn
Alfred Pohlmann erzählt im Jahre 1902 die Sage, die er aus den „Mären und Sagen“ von Sophie von Sichart übernahm.
Der Ritter Wellborn besaß ein Schloss, das in der Feldmark des Rittergutes Altenzaun lag. Der Ritter entbrannte in leidenschaftlicher Liebe zu dem schönen Edelfräulein von Schwarzholz. Da die Jungfrau aber nichts von seiner Liebe wissen wollte, so raubte er sie und wollte sie mit Gewalt in sein Schloss bringen. Es gelang ihm aber nicht, dasselbe zu erreichen. Er rettete sich vor seinen Verfolgern mit seiner schönen Beute in die Kirche zu Polkritz. Als das Gotteshaus gewaltsam geöffnet wurde, war das Fräulein von Schwarzholz verschwunden und ward nimmermehr gesehen, der böse Ritter aber lag tot vor den Stufen des Altars.
Pohlmann schreibt weiter: „Die Spuren beider Schlösser sind noch zu sehen. Bis vor kurzem stand auf Wellborn, wie noch jetzt ein kleiner Waldstreifen heisst, ein ärmliches Häuschen, worin ein altes Weiblein hauste. Nach ihrem Tode hat der Besitzer die Wohnstätte niederreißen und den Brunnen zuschütten lassen. Es sollen dort eigenartige Blumen am Platze blühen, die sonst nicht im Walde wachsen, aber alle bleich und farblos, weil sie selten oder nie ein Sonnenstrahl treffen kann.“
Die Sage berichtet außerdem, dass von dem Schlosse des Ritters ein unterirdischer Gang über das verlorene Wasser bei Altenzaun nach der Stadt Werben geführt habe.